# Henri de Brouckère

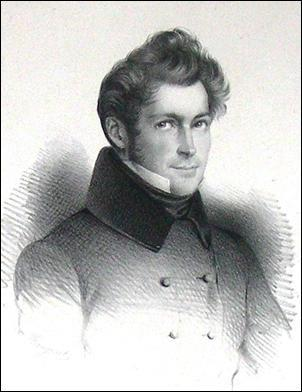
Henri de Brouckère

Henri Marie Joseph Ghislain de Brouckère (* 24. Januar 1801 in Brügge; † 25. Januar 1891 in Brüssel) war ein belgischer Staatsmann. Er war der jüngere Bruder von Charles de Brouckère.

## Leben
De Brouckère studierte in Lüttich die Rechte, wurde 1820 Advokat, später Prokurator zu Roermond. Nach dem Ausbruch der belgischen Revolution im September 1830 zum Rat am Brüsseler Appellationshof ernannt, wurde er gleichzeitig zum Mitglied des Nationalkongresses erwählt. Er befand sich auch bei der Deputation, welche dem Prinzen Leopold von Sachsen-Coburg die belgische Krone anbot. 1831 nahm er als Freiwilliger am Kampf gegen die Holländer teil.
Ab 1833 war er fortwährend Abgeordneter für Brüssel. 1840 wurde er Zivilgouverneur von Antwerpen, ließ sich aber 1844 wegen Krankheit pensionieren. Er erschien jedoch bald wieder in der Kammer auf den Bänken der Opposition und suchte vergeblich mit Rogier und Delfosse ein Ministerium zu bilden. Er war dann einer der heftigsten Gegner des Ministeriums van de Weyer, 1845 besonders des Justizministers Jules Joseph d’Anethan. Nach dem Sieg der liberalen Partei 1847 wurde er zum Staatsminister ohne Portefeuille ernannt. 1849 übernahm er mehrere diplomatische Sendungen nach Italien. Nach dem Sturz des Kabinetts Rogier und Frère-Orban am 31. Oktober 1852 bildete er das sogenannte Versöhnungsministerium, welches sich bemühte, den inneren Zwistigkeiten ein Ende zu machen. Doch fand diese versöhnliche Politik nur bei dem gemäßigtsten Teil der liberalen Partei Anklang, und als der orientalische Krieg Belgien in eine schwierige Krisis zu versetzen drohte, traten im März 1855 alle Minister zurück. De Brouckère lehnte den Auftrag, ein neues Kabinett zu bilden, ab und machte de Decker Platz. Als Mitglied der Kammer griff er ebenso ausdauernd wie maßvoll die Konzessionen an, welche seine Nachfolger der katholischen Reaktionspartei machten. Erblindet, zog er sich 1870 gänzlich vom politischen Leben zurück.
Dieser Artikel basiert auf einem gemeinfreien Text aus Meyers Konversations-Lexikon, 4. Auflage von 1888 bis 1890.
| Personendaten    | Personendaten                                                  |
| ---------------- | -------------------------------------------------------------- |
| NAME             | de Brouckère, Henri                                            |
| ALTERNATIVNAMEN  | de Brouckère, Henri Marie Joseph Ghislain (vollständiger Name) |
| KURZBESCHREIBUNG | belgischer Staatsmann                                          |
| GEBURTSDATUM     | 24. Januar 1801                                                |
| GEBURTSORT       | Brügge                                                         |
| STERBEDATUM      | 25. Januar 1891                                                |
| STERBEORT        | Brüssel                                                        |